# تمبر باقری
تمبر باقری نام نخستین سری تمبر است که به صورت رسمی در سال ۱۲۴۷ در ایران چاپ و مورد استفاده قرار گرفته‌است.
کلیشه تمبرهای معروف به «تمبر باقری» در دوران حکومت ناصرالدین شاه و همچنین ادامه سری‌های نخست چاپ شده پس از آن برگرفته از نمونه تمبرهای آلبر بار فرانسوی است که توسط فرستادگان ناصرالدین شاه از فرانسه به ایران آورده شده بود.
نمونه‌های تأیید شده آلبر بار در چهار رنگ سبز، آبی، بنفش و قرمز و با قیمت‌های ۱ شاهی، ۲ شاهی، ۴ شاهی و ۸ شاهی چاپ شد.